# Alpiarça
Alpiarça és un municipi portuguès, situat al districte de Santarém, a la regió d'Alentejo i a la subregió de Lezíria do Tejo. L'any 2004 tenia 8.198 habitants. Limita al nord-est i est amb Chamusca, al sud-est i sud-oest amb Almeirim i al nord-oest amb Santarém.

## Població
| Població de concelho d'Alpiarça (1920 – 2004) | Població de concelho d'Alpiarça (1920 – 2004) | Població de concelho d'Alpiarça (1920 – 2004) | Població de concelho d'Alpiarça (1920 – 2004) | Població de concelho d'Alpiarça (1920 – 2004) | Població de concelho d'Alpiarça (1920 – 2004) | Població de concelho d'Alpiarça (1920 – 2004) |
| --------------------------------------------- | --------------------------------------------- | --------------------------------------------- | --------------------------------------------- | --------------------------------------------- | --------------------------------------------- | --------------------------------------------- |
| 1920                                          | 1930                                          | 1960                                          | 1981                                          | 1991                                          | 2001                                          | 2004                                          |
| 8591                                          | 7550                                          | 7856                                          | 8120                                          | 7711                                          | 8024                                          | 8198                                          |